# Trachelas niger
Trachelas niger is een spinnensoort uit de familie van de Trachelidae.
De wetenschappelijke naam van de soort werd in 1922 gepubliceerd door Cândido Firmino de Mello-Leitão.